# Mekanisk energi

Potentiell och kinetisk energi för en pendel

Mekanisk energi är summan av kinetisk energi och potentiell energi för ett system. Den mekaniska energin för ett system behandlas ofta med en hamiltonian, ett slag av funktion som ofta används inom kvantmekaniken.